# Bernard Grech
Bernard Grech (Paola, 8 giugno 1971) è un politico e avvocato maltese, leader dimissionario del Partito Nazionalista.

## Biografia
Nato a Paola l'8 giugno 1971, Grech è cresciuto a Birżebbuġa e si è laureato in giurisprudenza, specializzandosi in diritto civile. Ha esercitato la sua attività professionale in due studi legali, specializzandosi nella mediazione delle controversie familiari.

### Attività politica
Nel 2011 ha preso parte in veste privata alla campagna, poi persa, contro la legalizzazione del divorzio a Malta. Estraneo fino a quel momento da ruoli attivi nella politica ufficiale, si è avvicinato al Partito Nazionalista nel 2018 e nell'agosto del 2020 ha proposto la sua candidatura come avversario del segretario Adrian Delia, sfiduciato dal congresso, alle imminenti elezioni interne del partito. Il 3 ottobre dello stesso anno è stato eletto alla guida della compagine politica, ottenendo il 69,3% dei voti degli iscritti, assumendo formalmente il ruolo di leader dell'opposizione al governo laburista di Robert Abela quattro giorni dopo.
Ha guidato il partito alle elezioni parlamentari del marzo 2022, nelle quali ha ottenuto il 41,74% delle preferenze, venendo nettamente sconfitto e riconfermato come principale forza di opposizione al governo guidato da Robert Abela.
Il 10 giugno 2025 Grech ha annunciato le sue dimissioni da leader del Partito Nazionalista e da leader dell'opposizione maltese, a partire dall'elezione del suo successore.

## Vita privata
Grech si dichiara un cattolico praticante ed è padre di due figli; ha inoltre espresso opinioni contrarie alla legalizzazione dell'aborto. Nella sua vita privata coltiva un personale interesse per la lirica, dilettandosi come cantante.